# Bonaventura Cavalieri

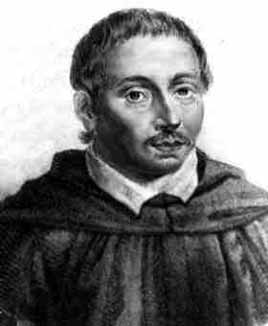

Bonaventura Francesco Cavalieri (ur. 1598 w Mediolanie, zm. 30 listopada 1647 w Bolonii) – włoski matematyk i astronom.
Studiował na uniwersytetach w Pizie i w Bolonii. Był uczniem Galileusza. Zajmował się głównie geometrią. Jako pierwszy zaczął stosować metody nieskończenie małych elementów do obliczania pól powierzchni i objętości (zob. zasada Cavalieriego).